# Dane Ingham
Dane Ingham (Lismore, 8 de junio de 1999) es un futbolista australiano nacionalizado neozelandés que juega como defensor en el Newcastle United Jets. Su hermano Jai también es jugador de fútbol.

## Carrera
En 2015 se incorporó al Brisbane Roar Youth, que disputa la NPL Queensland, segunda división de Australia. En 2017 subió al primer equipo realizando su debut en una goleada por 6-0 sobre el Global filipino en un encuentro de la Liga de Campeones de la AFC 2017. Recién en su tercera aparición para el club, marcó su primer gol profesional ante el Perth Glory en un empate 2-2.

### Clubes
| Club                  | País      | Año       |
| --------------------- | --------- | --------- |
| Brisbane Roar         | Australia | 2017-2019 |
| Perth Glory           | Australia | 2019-2021 |
| Newcastle United Jets | Australia | 2021-     |

### Selección nacional
Fue convocado para un campo de entrenamiento con la selección australiana sub-20. Sin embargo, al poseer ascendencia neozelandesa obtuvo el pasaporte de dicha nacionalidad con el fin de representar a la selección mayor. Hizo su debut con los All Whites el 28 de marzo de 2017 en una victoria por 2-0 sobre Fiyi. Posteriormente, fue convocado por Darren Bazeley para disputar con el seleccionado neozelandés sub-20 la Copa Mundial de 2017, aunque debió abandonar el equipo luego de haber disputado dos partidos por haber sido convocado a la selección mayor para la Copa FIFA Confederaciones 2017, donde aparecería ante México y Portugal.

#### Partidos y goles internacionales
| Partidos y goles internacionales | Partidos y goles internacionales | Partidos y goles internacionales | Partidos y goles internacionales | Partidos y goles internacionales | Partidos y goles internacionales           | Partidos y goles internacionales |
| #                                | Fecha                            | Estadio                          | Rival                            | Resultado                        | Competición                                | Gol(es)                          |
| -------------------------------- | -------------------------------- | -------------------------------- | -------------------------------- | -------------------------------- | ------------------------------------------ | -------------------------------- |
| 2017                             |                                  |                                  |                                  |                                  |                                            |                                  |
| 1                                | 28 de marzo                      | Westpac Stadium, Wellington      | Fiyi                             | 2 – 0                            | Clasificación para la Copa Mundial de 2018 |                                  |
| 2                                | 12 de junio                      | Estadio Traktar, Minsk           | Bielorrusia                      | 0 – 1                            | Amistoso                                   |                                  |
| 3                                | 21 de junio                      | Estadio Olímpico, Sochi          | México                           | 1 – 2                            | Copa FIFA Confederaciones 2017             |                                  |
| 4                                | 25 de junio                      | Zenit Arena, San Petersburgo     | Portugal                         | 0 – 4                            | Copa FIFA Confederaciones 2017             |                                  |
| 5                                | 6 de octubre                     | Estadio Toyota, Nagoya           | Japón                            | 1 – 2                            | Amistoso                                   |                                  |
| 2018                             |                                  |                                  |                                  |                                  |                                            |                                  |
| 6                                | 24 de marzo                      | Pinatar Arena, Murcia            | Canadá                           | 0 – 1                            | Amistoso                                   |                                  |
| 7                                | 2 de junio                       | Mumbai Football Arena, Bombay    | Kenia                            | 1 – 2                            | Copa Intercontinental 2018                 |                                  |